# Kasteel van Hodoumont
Het Kasteel van Hodoumont (Frans: Château d'Hodoumont) staat in de Belgische gemeente Ohey, provincie Namen. Het gebouw is een monument en behoort tot het Patrimoine immobilier exceptionnel de la Région wallonne.

## Geschiedenis
De 13e-eeuwse donjon - gelegen in de heerlijkheid Goesnes - speelde een rol in de verdediging van het prinsbisdom Luik, samen met de nabijgelegen versterkingen te Goesnes en Filée. Rond 1300 werden aan de donjon een woonvleugel, kapel en versterkte hoeve toegevoegd. In de 16e/17e eeuw werden zowel het kasteel als de boerderij elk voorzien van drie ronde hoektorens.
De eerst bekende eigenaar was Jamekin de Jamotines, die in 1343 het kasteel bezat dankzij zijn huwelijk met de zus van Lambert, heer van Goesnes. Jamekins erfgenamen gingen zich Hodoumont noemen en bleven tot midden 16e eeuw eigenaar van het slot.
Charles Dauvin kreeg het kasteel in 1763 in eigendom. Hij verbouwde het kasteel tot een buitenverblijf waarbij het zijn huidige uiterlijk kreeg. In 1883 had de familie Dauvin geen nakomelingen meer en vererfde Hodoumont naar de familie Carlowitz. Wegens financiële problemen verkochten zij het kasteel in 1894 aan Edmond Ysebrant de Difque. Zijn nazaten zijn sindsdien in bezit van het kasteel gebleven.

## Beschrijving
Het complex bestaat uit het kasteel en een versterkte boerderij. Het kasteel heeft een 14e-eeuwse donjon van vier verdiepingen en een kelder. Begin 17e eeuw werden drie ronde hoektorens toegevoegd. Aan de noordzijde is de binnenplaats met twee koetshuizen en diverse bijgebouwen. Van de voormalige slotgracht is een vijver overgebleven.
De versterkte boerderij staat tegen het kasteel aan en heeft drie 17e-eeuwse ronde hoektorens.